# Alberto Valerio
 (mai 2025).
Si vous disposez d'ouvrages ou d'articles de référence ou si vous connaissez des sites web de qualité traitant du thème abordé ici, merci de compléter l'article en donnant les références utiles à sa vérifiabilité et en les liant à la section « Notes et références ».
Alberto Valerio né le 6 septembre 1985 est un pilote automobile brésilien.

## Carrière automobile
- 2003 : Formule 3 sudaméricaine, 18e
  - Formule Renault Brésil, Non classé
- 2004 : Formule 3 sudaméricaine, 6e
  - Formule Renault Brésil, 18e
- 2005 : Formule 3 sudaméricaine, Champion
  - Formule Renault Brésil, 15e
- 2006 : Championnat de Grande-Bretagne de Formule 3, 11e
  - 2 courses en World Series by Renault, Non classé
- 2007 : Championnat de Grande-Bretagne de Formule 3, 8e
  - 2 courses en World Series by Renault, Non classé
- 2008 : GP2 Asia Series, 20e